# Sponsor metallinus
Sponsor metallinus es una especie de escarabajo del género Sponsor, familia Buprestidae. Fue descrita científicamente por Fairmaire en 1900.

## Distribución
Habita en la región afrotropical.